# 本番サロン
本番サロン (ほんばんサロン)とは、ピンクサロンにおいて本番行為が行われているお店。一般的には本サロと呼ばれている。

## 主な本番サロンの所在地

### 北海道
- 釧路市
- 苫小牧市

### 東北
- 弘前市
- 奥州市
- 一関市

### 関東
- 小山市
- 伊勢崎市
- 熊谷市
- 大田区蒲田

### 中部
- 豊橋市
- 松本市
- 金沢市香林坊

### 近畿
- 松阪市
- 桑名市
- 四日市市
- 和歌山市新内

### 中国
- 呉市

### 九州・沖縄
- 北九州市
- 大分市
- 佐賀市
- 那覇市